# 安泰科研生产联合体
安泰科研生产联合体是苏联与俄罗斯联邦一家从事陆军野战防空导弹系统研发的企业。

## 历史
1983年，苏联无线电工业部第640号部令，成立安泰科研生产联合体。组成单位：
- 莫斯科电动机械研究所(即昆茨沃设计局）位于莫斯科州昆茨沃
- 图拉“箭”科研生产联合体（英语：Scientific and production Association "Arrow"）
- 图拉兵工厂

1988年下辖9家企业，包括了伊热夫斯克电动机械厂与马里机器制造厂。 
1991年，安泰科研生产联合体改制为安泰康采恩。
根据1994年12月1日俄联邦第1309号政府令，改制为纯国有的安泰工业企业康采恩股份公司，下辖15家企业。 
2002年根据联邦政府的2002-2006年改组与发展军事工业综合体目标计划，2002年4月23日发布的俄联邦第412号总统令，安泰与金刚石科研生产联合体合并为金刚石-安泰防空康采恩。辖46家企业与科研机构。 